# Jenny Rossignon
Pour les articles homonymes, voir Rossignon.
Jenny Rossignon, née le 1er septembre 1815 à Paris et morte le 5 octobre 1901 à Versailles, est une artiste lyrique soprano française du milieu du XIXe siècle.
Elle a essentiellement interprété des airs religieux, dans des salons ou des églises.

## Biographie

### Famille et entourage
Louise Jenny Rossignon naît en 1815 à Paris, fille de Louis Joseph Toussaint Rossignon et de Caroline Joséphine Aulagnier, son épouse. Originaire du Nord et fils d'un peintre en bâtiment et doreur, son père devient artiste peintre à Paris vers 1810. Son oncle François Stanislas Rossignon a été peintre de portraits,.
Jenny Rossignon a plusieurs frère et sœurs : (Caroline Marie) Octavie, née en 1807, peintre et caricaturiste ; (Louis Amédée) Émile, né en 1813, sous-chef du ministère de la Guerre ; (Marie) Louise, née en 1830, chante occasionnellement en public au milieu des années 1850.
À l'automne 1871, elle perd coup sur coup sa sœur Octavie et ses parents,,.

### Parcours
Jenny Rossignon fait son apprentissage de chanteuse soprano auprès du ténor Antoine Ponchard. Elle donne ses premières représentations en public en 1841, dans les salons du facteur de pianos Pierre Bernhardt, rue Buffault.  
À partir de 1844, elle chante notamment dans les salons d'Ignace Pleyel, rue Rochechouart. Dans la Revue et gazette musicale, on lit : « Un public à manières aristocratiques, choyé, placé avec toutes sortes d'égard, entourait il y a quelques jours, chez Pleyel, l'estrade de la publicité, sur laquelle paraissait pour la première fois, que nous sachions, une cantatrice peu connue dans le monde musical, Mlle Jenny Rossignon. Nous avions envie de substituer l' l au lieu de l' n qui termine ce nom, et que nos imprimeurs avaient mis là par mégarde, cette erreur nous offrant d'ailleurs l'occasion de dire avec une galanterie typographique et toute française que la bénéficiaire avait chanté comme son homonyme ailé. » Au répertoire de la jeune femme figurent notamment des airs religieux, de Luigi Cherubini ou de François-Adrien Boieldieu par exemple. Il arrive que sa sœur Octavie dessine sur le vif durant les concerts, croquant le public venu l'écouter chanter.  
À partir de 1849, Jenny Rossignon se produit régulièrement dans des églises, à Paris ou dans les environs, et parfois en compagnie de sa sœur Louise. Elle chante en particulier à Notre-Dame-de-Lorette pendant le mois de Marie. En 1850, le compositeur Luis Baca lui dédie une polka, intitulée Jenny.  
Sa carrière se termine vers 1856.  
Établie à Versailles, Jenny Rossignon meurt, chez sa sœur, 35 boulevard de la Reine, où elle demeurait. 

## Hommage
- Luis Baca, Jenny, polka pour piano, 1850, Paris, Boieldieu[19].